# Jörg Michael Müller

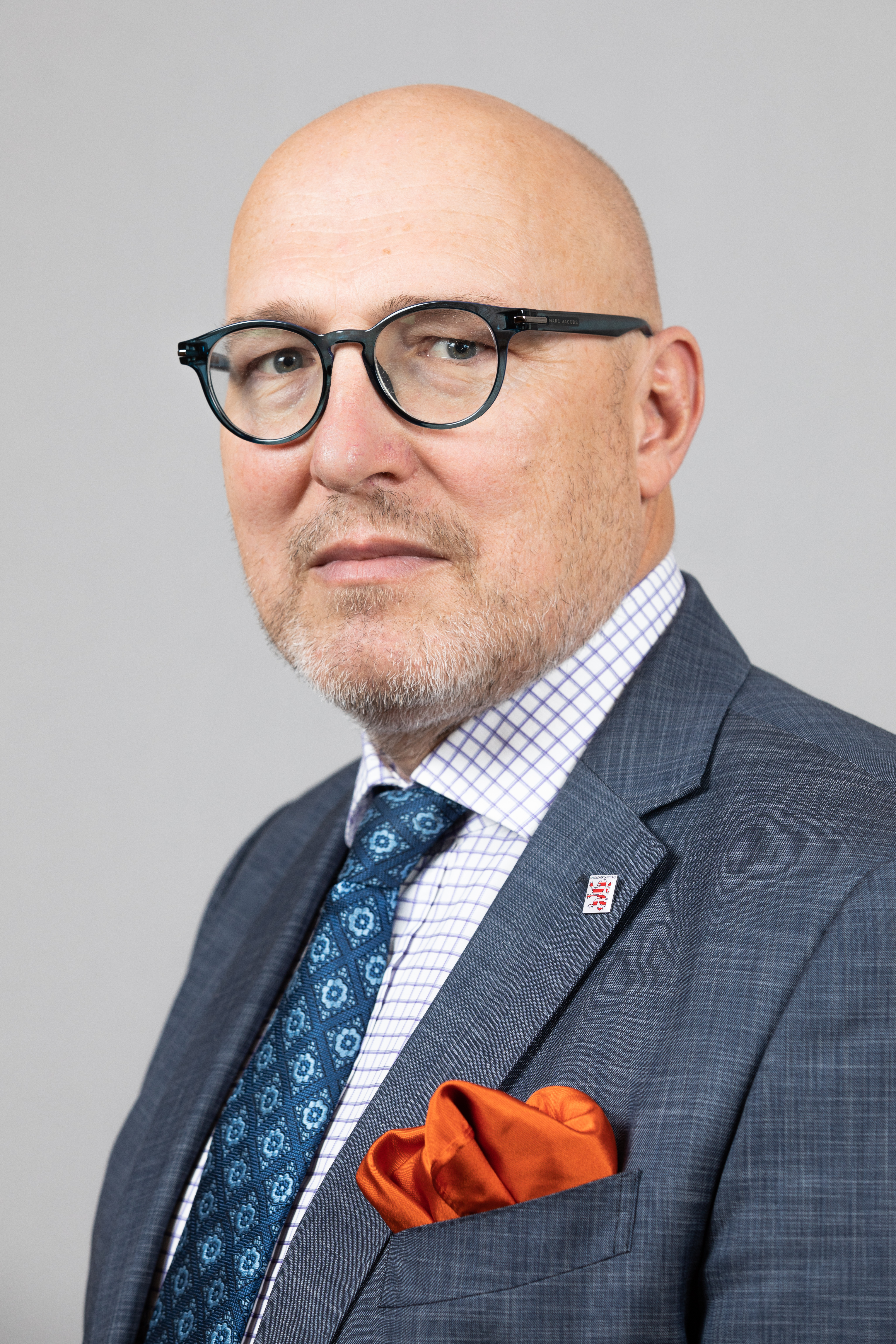
Jörg Michael Müller, 2019

Jörg Michael Müller (* 11. Dezember 1961 in Herborn) ist ein deutscher Rechtsanwalt und Politiker (CDU). Er ist seit 2019 Abgeordneter des Hessischen Landtages.

## Leben
Müller studierte Rechtswissenschaften; er ist als Rechtsanwalt in Hessen tätig.
Müller trat 1977 in die CDU ein. Er ist seit 2008 stellvertretender Bezirksvorsitzender der CDU Mittelhessen und seit 2017 stellvertretender Kreisvorsitzender der CDU Lahn-Dill. Seit 1985 ist er mit Unterbrechung Mitglied im Kreistag des Lahn-Dill-Kreises und seit 1997 Stadtverordneter in Herborn.
Bei der Landtagswahl 2018 kandidierte er als Direktkandidat der CDU im Wahlkreis Lahn-Dill I und zog mit 35,3 % als direkt gewählter Kandidat in den Hessischen Landtag ein. Bei der Landtagswahl 2023 zog Müller mit 39,2 % erneut als direkt gewählter Kandidat in den Hessischen Landtag ein. Er ist Sprecher für Energie-, Rechts- und Verkehrspolitik der Landtagsfraktion.
2023 erhielt Jörg Michael Müller zusammen mit Tarek Al-Wazir (Grüne) den „Hessischen Hemmschuh“, verliehen vom hessischen Landesverbandes des Fahrgastverbandes Pro-Bahn.